# Pierre Dubouchet
Pour les articles homonymes, voir Dubouchet.
Pierre Dubouchet, né le 13 septembre 1737 à Thiers, mort le 24 mars 1818 à Constance), est un médecin et homme politique français.

## Biographie
Fils d'un fabricant de papier, il se fait recevoir médecin et s'établit à Montbrison. Le 4 septembre 1791, il est élu suppléant à l'Assemblée législative par le département de Rhône-et-Loire, et n'est admis à siéger que le 27 juin 1792, en remplacement de Jovin-Molle, démissionnaire. 
Réélu par le même département membre de la Convention, le 5 septembre 1792, il siège à la Montagne. Envoyé en mission en Seine-et-Marne en juillet 1793, il se fait remarquer par un luxe de costumes inusité chez un représentant du peuple ; il rend compte de cette mission à la Convention, le 28 brumaire an II. 
Il prend part à la discussion du Code civil (16 frimaire au III) et s'oppose (16 pluviôse) à l'envoi de représentants aux colonies.
Après la session, il revient exercer la médecine a Montbrison. 
La loi du 12 janvier 1816 contre les régicides l'oblige à quitter la France. Il se réfugie en Allemagne et meurt en exil.

## Sources
- « Pierre Dubouchet », dans Adolphe Robert et Gaston Cougny, Dictionnaire des parlementaires français, Edgar Bourloton, 1889-1891 [détail de l’édition]